# 綿愉
绵愉（1814年3月8日—1865年1月9日），愛新覺羅氏，清朝嘉庆帝第五子，生母恭顺皇贵妃，封和碩惠親王，谥曰端。他是除道光帝外，最长寿的嘉庆帝皇子。

## 生平
绵愉生于嘉庆十九年（1814年）二月十七日丑时，生母是如妃钮祜禄氏，他是嘉庆帝第五子，亦是最年幼的儿子。嘉庆二十五年（1820年）七月，父亲嘉庆帝逝世，兄长道光帝继位。他在同月封多罗惠郡王。未知是嘉庆帝或道光帝所封。
道光十九年（1839年）正月，晋封和硕惠亲王。太平天国北伐期间曾任奉命大将军。他的文集为《爱日斋集》。
同治三年十二月十二日（1865年1月9日），绵愉逝世，谥号端。第五子奕詳降等承袭郡王。

## 家庭

### 妻妾
- 嫡福晉瓜爾佳氏，郎中博林額之女。道光八年十二月初八日成婚，著派管理伊家務之內務府大臣阿爾邦阿妥辦。道光十五年二月薨逝，著派總管內務府大臣克蒙額前往照料治喪，並且依照郡王福晉之例辦理；其子於該年二月十七日卯時出生，未知瓜爾佳氏之死與其生育有何關係。

- 繼福晉瓜爾佳氏，大學士桂良之第五女，恭忠親王奕訢福晉之姐。道光十七年二月十六日，時任河南巡撫桂良之女已被指婚。和碩惠親王門上報稱其於咸豐二年三月十二日薨逝。咸豐帝着派總管內務府大臣恩華前往照料，並且依照親王福晉之例辦理。

- 側福晉赫舍里氏，中國第一歷史檔案館有藏惠親王門上長史阿爾繃阿於咸豐十年閏三月二十四日呈報的《為呈報惠親王之側福晉赫舍里氏出身及病故日期事》，赫舍里氏應在此日期之前已故。

- 側福晉楊佳氏，恆傑之女。正黄旗汉军恆傑（姓杨，字英甫），其父兵部侍郎、原正黄旗满洲虔禮寶（字席珍）；虔禮寶的外孙女系嘉庆帝恭順皇貴妃（如妃）；虔禮寶系光绪十五年己丑（1889）進士楊鍾羲高祖。

- 側福晉李佳氏，靠山之女。原為官女子李氏，中國第一歷史檔案館有藏惠亲王门上长史佛伦於咸丰二年十一月初七日上奏的《为惠亲王之官女子李氏等应封侧福晋事》。

- 側福晉謝佳氏，伊林布之女。

### 子女
- 儿子，第四子奕询、第五子奕详、第六子奕謨[1]
- 一女，嫁長敘（属满洲镶红旗他他拉氏，裕泰家族），即珍妃、瑾妃父親，但她們並非愛新覺羅氏所生。

## 影視形象
- 滿清十三皇朝  - 只有在劇中提及，未現身。
- 金枝慾孽貳 - 區珀豪 飾 绵愉
- 張保仔 - 江榮暉 飾 旻亮
- 巾幗梟雄 - 郭鋒 飾 王爺绵愉

## 延伸阅读
[在维基数据编辑]
 《清史稿·卷221》，出自趙爾巽《清史稿》